# 金黄逍遥蛛
金黄逍遥蛛（学名：[Philodromus aureolus] 错误：{{Lang}}：文本有斜体标记（帮助））为逍遥蛛科逍遥蛛属的动物。分布于欧洲、日本以及中国大陆的内蒙古、吉林、辽宁、宁夏、新疆、四川等地，一般栖息于农田、树林、果园以及草丛。该物种的模式产地在欧洲。